# وحيدات الخلية الضخمة
وحيدات الخلية الضخمة (الاسم العلمي: Macromonas) هي جنس من البكتيريا، سلبية الغرام، تتبع الكوماموناسيات.